# Construcción de un cuadrilátero por mediatrices

Primera iteración de la construcción mediante las mediatrices de un cuadrilátero

En geometría, la construcción de un cuadrilátero por mediatrices es un procedimiento que produce un nuevo cuadrilátero a partir de un cuadrilátero dado usando las mediatrices trazadas desde los lados del cuadrilátero de partida. Esta construcción surge naturalmente en un intento de encontrar una analogía con la circunferencia circunscrita de un cuadrilátero en el caso de que no sea cíclico.

## Definición de la construcción
Supóngase que los vértices del cuadrilátero {\displaystyle Q} están dados por {\displaystyle Q_{1},Q_{2},Q_{3},Q_{4}}. Sean {\displaystyle b_{1},b_{2},b_{3},b_{4}} las bisectrices perpendiculares de los lados {\displaystyle Q_{1}Q_{2},Q_{2}Q_{3},Q_{3}Q_{4},Q_{4}Q_{1}} respectivamente. Entonces, sus intersecciones {\displaystyle Q_{i}^{(2)}=b_{i+2}b_{i+3}}, con los subíndices considerados con módulo 4, forman el consecuente cuadrilátero {\displaystyle Q^{(2)}}. La construcción se itera en {\displaystyle Q^{(2)}} para producir {\displaystyle Q^{(3)}} y así sucesivamente.
Se puede obtener una construcción equivalente haciendo que los vértices de {\displaystyle Q^{(i+1)}} sean los circuncentros de los 4 triángulos formados al seleccionar combinaciones de 3 vértices de {\displaystyle Q^{(i)}}.

## Propiedades
1. Si {\displaystyle Q^{(1)}} no es cíclico, entonces {\displaystyle Q^{(2)}} no está degenerado.
2. El cuadrilátero {\displaystyle Q^{(2)}} nunca es cíclico. Combinando # 1 y # 2, {\displaystyle Q^{(3)}} siempre es no degenerado.
3. Los cuadriláteros {\displaystyle Q^{(1)}} y {\displaystyle Q^{(3)}} son homotéticos y, en particular, semejantes. Los cuadriláteros {\displaystyle Q^{(2)}} y {\displaystyle Q^{(4)}} también son homotéticos.
3. La construcción mediante las mediatrices se puede invertir a través del conjugado isogonal.. Es decir, dado {\displaystyle Q^{(i+1)}}, es posible construir {\displaystyle Q^{(i)}}.
4. Sean {\displaystyle \alpha ,\beta ,\gamma ,\delta } los ángulos de {\displaystyle Q^{(1)}}. Para cada {\displaystyle i}, la relación de áreas de {\displaystyle Q^{(i)}} y {\displaystyle Q^{(i+1)}} viene dada por
{\displaystyle (1/4)(\cot(\alpha )+\cot(\gamma ))(\cot(\beta )+\cot(\delta )).}
5. Si {\displaystyle Q^{(1)}} es convexo, la secuencia de cuadriláteros {\displaystyle Q^{(1)},Q^{(2)},\ldots } converge al punto isóptico de {\displaystyle Q^{(1)}}, que también es el punto isóptico para cada {\displaystyle Q^{(i)}}. De forma similar, si {\displaystyle Q^{(1)}} es cóncavo, entonces la secuencia {\displaystyle Q^{(1)},Q^{(0)},Q^{(-1)},\ldots } obtenida invirtiendo la construcción converge al punto isóptico de {\displaystyle Q^{(i)}}.